# Rajecké Teplice
Rajecké Teplice (Hongaars: Rajecfürdő) is een Slowaakse gemeente en kuuroord in de regio Žilina, en maakt deel uit van het district Žilina.
Rajecké Teplice telt 2728 inwoners (december 2004).

## Partnersteden
- Dolní Benešov (Tsjechië)
- Wilamovice (Polen)
- Epe (Nederland)